# Schimb ionic

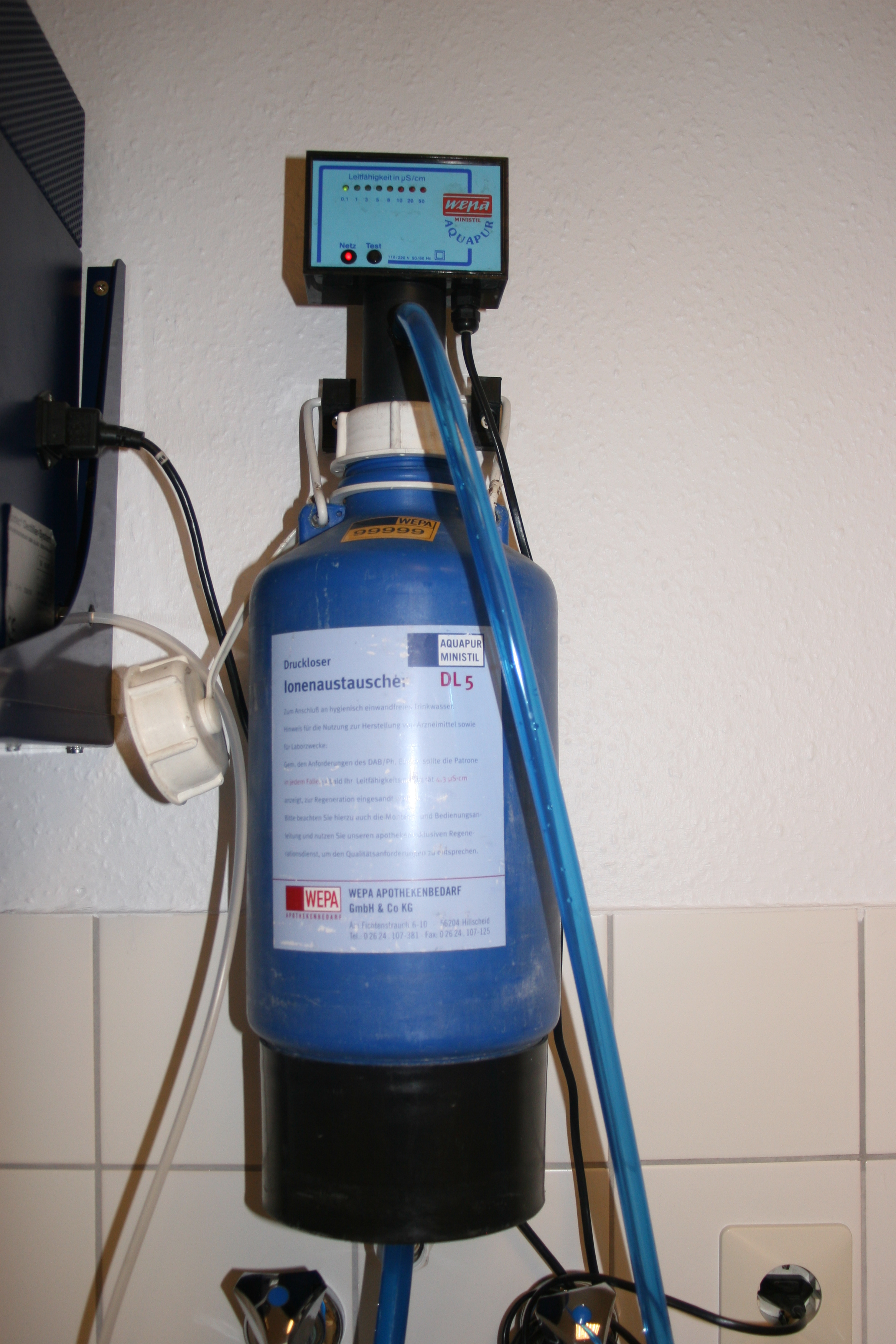
Un schimbător ionic

Procesul de schimb ionic face referire la un schimb de ioni dintre doi electroliți sau dintre o soluție de electrolit și un complex. De cele mai multe ori, termenul este utilizat pentru a face referire la procesele de purificare, separare și decontaminare a unor soluții apoase sau ionice, cu ajutorul unor compuși schimbători de ioni, de natură polimerică sau minerală. În funcție de natura încărcării electrice, schimbătorii de ioni pot fi anioniți sau cationiți.

## Aplicații
Procedeele de schimb ionic sunt utilizate pe scară largă în industria alimentară și a băuturilor, hidrometalurgie, în tehnologia chimică, petrochimică și farmaceutică, în producția de zahăr și îndulcitori, în tratamentul apelor, în industria semiconductorilor etc.
Un exemplu tipic de aplicație este obținerea de apă de puritate ridicată, necesară în industriile nucleară, electronică și electrică. De exemplu, schimbătorii de ioni polimerici sau minerali insolubili sunt folosiți pentru deionizarea, purificarea și decontaminarea apei. În procesul de deionizare a apei, sunt schimbați ionii de calciu Ca2+ și magneziu Mg2+ din apele dure cu ioni de sodiu Na+ sau protoni H+.
O altă metodă specifică de schimb ionic este metoda analitică denumită cromatografie de schimb ionic. Această metodă de cromatografie ionică este utilizată pe scară largă pentru separarea ionilor și analiza chimică a acestora.